# Кирквуд, Крис
Кристофер «Крис» Мэттью Кирквуд (англ. Christopher Matthew "Cris" Kirkwood, род. 22 октября 1960, Амарилло, Техас, США) — американский музыкант, наиболее известный как бас-гитарист и один из основателей альтернативной рок-группы Meat Puppets в которой выступает вместе со своим братом — Куртом.

## Биография
Детство Криса прошло в городке Парадайз-Вэлли, штат Аризона. С ранних лет он увлёкся музыкой и первым его инструментом стало банджо — под влиянием фильма «Избавление». Впоследствии он освоил гитару, но в итоге переключился на бас, когда начал играть в группе вместе со своим старшим братом Куртом. В 1980 году братья и их друг барабанщик Деррик Бостром сформировали группу, которая получила название Meat Puppets.
Помимо игры на бас-гитаре, роль Кирквуда в группе с годами росла, так он начал сочинять тексты и записывать вокал к некоторым из них. Песни Meat Puppets, к сочинению которых приложил руку Крис, включали бо́льшую часть одноимённого дебютного альбома группы, а также: «Maiden’s Milk», «Animal Kingdom», «She’s Hot», «Other Kinds of Love». «Not Swim Ground», «The Mighty Zero», «Paradise», «Bad Love», «Automatic Mojo» и «I Can’t Be Beetsted On», помимо этого он является единоличным автором композиций (которые сам и спел) «Station», «Evil Love», «Cobbler» и «Inflatable».
После успеха альбома Too High to Die, выпущенного на волне популярности концерта MTV Unplugged in New York, Кирквуд увлёкся тяжёлыми наркотиками и у него развилась серьёзная героиновая зависимость. Эти обстоятельства подтолкнули Криса уехать домой в Темпе, штат Аризона, где он со своей женой Мишель Тардиф, которая также была наркоманкой, жили практически в полной изоляции. Тардиф умерла от передозировки в августе 1998 года. После выхода альбома No Joke!, в 1995 году, привычное компульсивное поведение Кирквуда усугубилось героином, что привело к длительной паузе в творчестве всей группы. Несмотря на многочисленные попытки отказаться от употребления наркотиков Кирквуд длительное время оставался наркозависимым.

## Тюремное заключение
В декабре 2003 года у Кирквуда произошёл конфликт с женщиной из-за парковочного места возле почтового отделения в центре Финикса. В потасовку вмешался охранник, после чего Крис выхватил его дубинку и избил. Лежащий на земле страж правопорядка выстрелил Кирквуду в спину, после чего музыканта госпитализировали. В августе 2004 года Кирквуд признал себя виновным в нападении с применением смертельного оружия и был приговорен к 21 месяцу тюремного заключения. Находясь в Федеральной тюрьме Финикса, Кирквуд познакомился с Джерри Позином — барабанщиком группы Steppenwolf, и начал музицировать с ним. В итоге они присоединились к тюремному джазовому ансамблю. Время, проведённое Кирквудом в тюрьме, которое, по его словам, «было на самом деле довольно терпимым», помогло ему избавиться от наркозависимости. Однако каких-либо аудиозаписей выступлений его тюремной группы не сохранилось. Музыкант отбыл полный срок и был освобожден 7 июля 2005 года.

## Meat Puppets

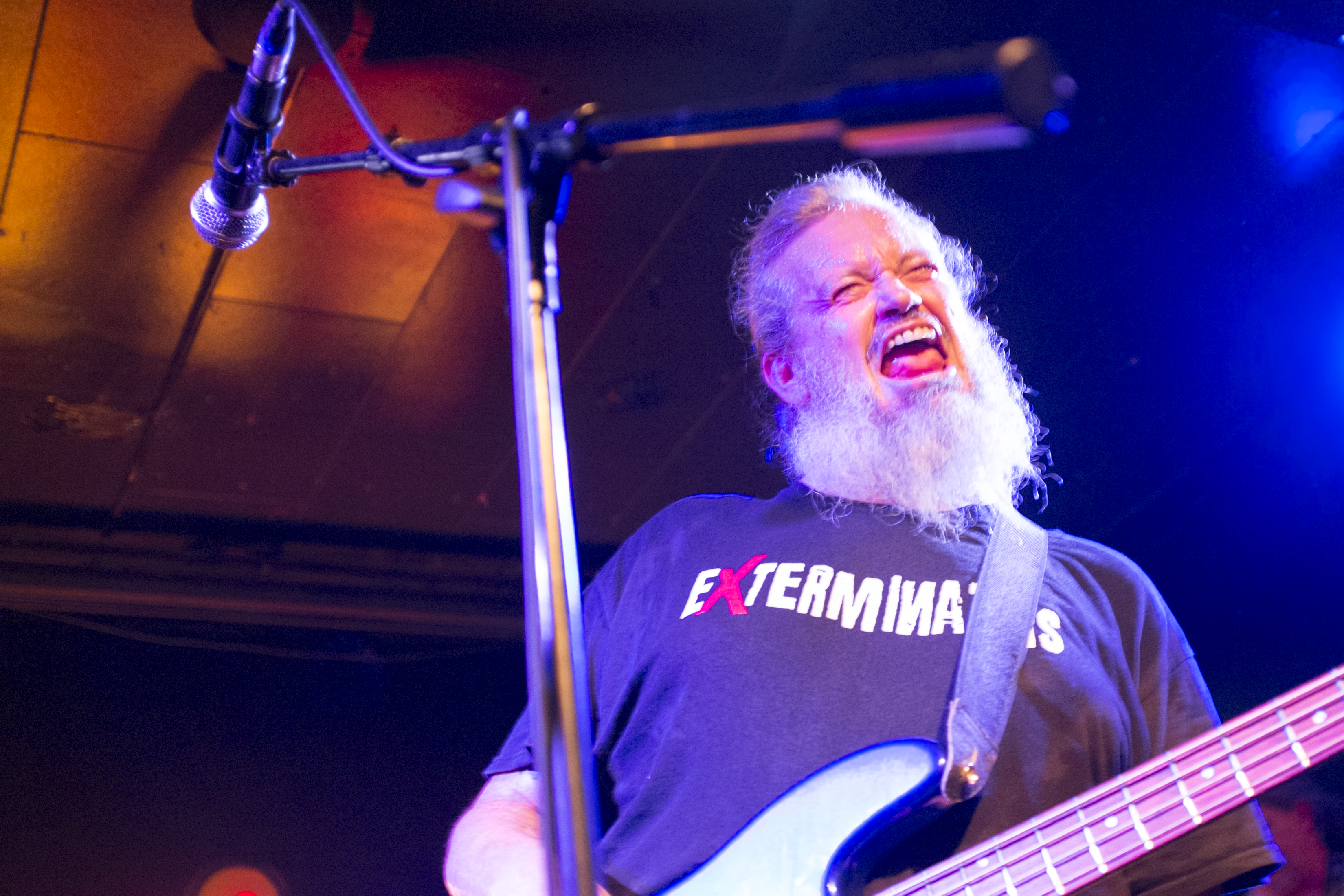
Крис Кирквуд в 2017 году

В апреле 2006 года журнал Billboard объявили, что Крис и Курт Кирквуд возобновляют деятельность под эгидой Meat Puppets. Курт сказал, что братья планировали выпустить эпический альбом «с большим количеством вещей», за которым должен был последовать тур. Первого барабанщика Деррика Бострома заменил барабанщик Тед Маркус. «Я не видел своего брата примерно с 1998 года, но я много с ним разговариваю», — говорил Курт. «Он не принимает наркотики уже более двух лет, и ему не терпится вернуться. Воскрешение Криса не менее чудесно чем история Лазаря. Я просто сказал: „Если Крис вернулся, я знаю его характер“. Если он твёрдо стоит на земле — его трудно сбить с ног».
Крис принял участив в записи первого альбома Meat Puppets после воссоединения — Rise to Your Knees (2007) и трех последующих записях: Sewn Together (2009), Lollipop (2011) и Rat Farm (2013).
Также Кирквуд увлекается живописью, его стиль выработался под влиянием Роберта Крамба, Уолта Диснея, Бэзила Волвертона, Джека Кирби и Винсента Ван Гога .
Летом 2015 года Кирквуд запустил собственный подкаст — The Cris Kirkwood Podcast.
10 июля 2015 года Кирквуд поучаствовал в записи подкаста Кена Рейда для консультантов по телевидению (TV Guidance Counselor Podcast).
В 2016 году Крис продюсировал/играл на записях следующих артистов лейбла Slope Records — The Exterminators, The Linecutters и Sad Kid.

## Личная жизнь
Кирквуд — внук Карла Уилларда Ренстрома, владельца компании Tip-Top Products и мультимиллионера из Омахи, штат Небраска.